# 小行星2574
小行星2574（2574 Ladoga）是一颗围绕太阳公转的小行星。1968年10月22日，塔瑪拉·斯米爾諾娃在克里米亚发现了此天体。
該小行星以[俄羅斯]]的拉多加湖命名。
这颗小行星的绝对星等为309.2388370622758等。